# Magnituda
Magnituda (łac. magnitudo "wielkość" od magnus, ang. moment magnitude scale (skrót MMS; MW lub M)) – liczbowa miara wielkości trzęsienia ziemi, oparta na wielkości tzw. momentu sejsmicznego. Pierwszą wersję opracował w 1935 r. Ch.F. Richter do sklasyfikowania lokalnych wstrząsów kalifornijskich. Opracowana przez niego „skala magnitud” została później nazwana skalą Richtera.

## Obliczanie magnitudy
Według oryginalnej skali Richtera magnituda jest definiowana jako logarytm dziesiętny maksymalnej amplitudy znormalizowanego zapisu fali sejsmicznej, przez sejsmograf Wooda-Andersona, w odległości 100 km od epicentrum.
Opracowany przez Richtera sposób obliczania magnitudy umożliwia porównywanie wstrząsów sejsmicznych w różnych miejscach kuli ziemskiej. 
W 1978 r. japoński geofizyk, Hirō Kanamori, zmodyfikował sposób obliczania magnitudy, opracowany przez Richtera tak, aby nadawała się ona do określania energii najsilniejszych wstrząsów i nie była zależna od przestarzałego sejsmografu. 
Obecnie magnituda obliczana jest na podstawie wartości tzw. momentu sejsmicznego, lecz w przedziale mierzonym przez skalę Richtera (do ok. 7) jest z nią porównywalna.
Magnitudę oblicza się według wzorów na podstawie danych uzyskanych z zapisu wstrząsu, takich jak: amplituda ruchu gruntu, okres fali, odległość epicentralna oraz głębokość ogniska. Magnitudę wyznacza się z fal podłużnych (P), poprzecznych (S) – Mb, powierzchniowych (L) – MS oraz z momentu sejsmicznego – M0. Moment sejsmiczny jest iloczynem wielkości przesunięcia, rozmiarów ogniska i sztywności (wytrzymałości) skał, w których doszło do wstrząsu.
{\displaystyle M_{\mathrm {w} }={\frac {2}{3}}\log(M_{0})-6}
Wzrost magnitudy MW o jednostkę oznacza ok. 30 razy większą energię M0. Energia fal sejsmicznych to jedynie część całkowitej energii trzęsienia ziemi. Reszta energii rozprasza się w postaci ciepła, powoduje trwałe deformacje skał.